# Happy Returns
Happy Returns – utwór brytyjskiego multiinstrumentalisty, lidera grupy Porcupine Tree – Stevena Wilsona. Utwór pochodzi z wydanej w 2015 roku czwartej płyty artysty o tytule „Hand. Cannot. Erase.”. Autorem muzyki i tekstu jest sam Wilson. Piosenka powstała podczas europejskiej trasy artysty w 2013 roku (podobnie inny utwór z płyty – „Ancestral”), była wówczas również grana na żywo.

## Muzyka
Utwór zaczyna się od odgłosów burzy, które po chwili zmieniają się w dźwięk zaprogramowanego keyboardu. Następnie dochodzi pianino i gitara akustyczna. Po wstępnej zagrywce na akordach C, D i Em wchodzi wokal Stevena. Tak zespół odgrywa pierwszą zwrotkę. Po niej dochodzi perkusja, gitara basowa i gitara elektryczna. Po trzeciej zwrotce, gdy kończy się tekst, następuje przerywnik, a po nim solówki gitarowe Wilsona i Guthrie'go Govan'a (progresja akordów podczas tej sekcji to C, Am i D). Solówki trwają do końca piosenki, po czym „Happy Returns” płynnie przechodzi do „Ascendant Here On...”, kolejnej piosenki na albumie, która kontynuuje melodię poprzednika. Melodia jest utrzymana w stylu zespołu Blackfield, projektu, z którego Wilson odszedł rok przed premierą płyty.

## Tekst
Utwór pochodzi z konceptualnego albumu opowiadającego historię młodej dziewczyny „znikającej” ze społeczeństwa. Utwór jest przedostatnim i ostatnim z tekstem na albumie i opowiada jak główna bohaterka dzwoni z telefonu do swojego młodszego brata z życzeniami z okazji świąt (najprawdopodobniej Bożego Narodzenia, album jest bowiem inspirowany historią Joyce Carol Vincent, która zmarła około Bożego Narodzenia roku 2003). Siostra życzy mu wszystkiego najlepszego i wspomina jak dawno się nie widzieli i że wciąż żyje. Mówi, że lata przelatują jej jak pociągi, chociaż macha, nie zwalniają. Opowiada, że czuje się, że spada, ale nie ma jej kto złapać, że ma problemy z rachunkami i że znajomi ją zapomnieli. Pod koniec utworu mówi, że czuje się trochę śpiąca, więc skończą rozmowę jutro. Steven Wilson mówił, że zakończenie piosenki nie jest jednoznaczne i pozostawił fanom miejsce dla własnej interpretacji.

## Twórcy
- Steven Wilson – wokal prowadzący, gitara akustyczna, gitara elektryczna (pierwsze solo gitarowe), programowanie
- Guthrie Govan – gitara elektryczna
- Nick Beggs – gitara basowa, wokal wspierający
- Adam Holzman – pianino
- Chad Wackermann – perkusja
- Dave Stewart – aranżacja skrzypiec